# Czekanowo (województwo wielkopolskie)
Czekanowo – wieś w Polsce położona w województwie wielkopolskim, w powiecie wągrowieckim, w gminie Wągrowiec.
W latach 1975–1998 miejscowość należała administracyjnie do województwa pilskiego.